# Semachrysa picilabris
Semachrysa picilabris är en insektsart som först beskrevs av Douglas E. Kimmins 1952.  Semachrysa picilabris ingår i släktet Semachrysa och familjen guldögonsländor. Inga underarter finns listade i Catalogue of Life.